# سردشت نعمت أباد
سردشت نعمت أباد (بالفارسية: سردشت نعمت‌آباد) هي قرية تقع في قسم دلغان الريفي (مقاطعة دلغان) في إيران. يقدر عدد سكانها بـ 283 نسمة .